# Mount Tarawera
A Mount Tarawera Új-Zéland északi szigetén, a Rotorua kerületben, a Bay of Plenty régióban fekvő  vulkán, amely 1315-ben a világ egyik legnagyobb történelmi kitörését okozta, 1886-ban pedig Új-Zéland legnagyobb kitörését. Az Ōkataina kaldera része.

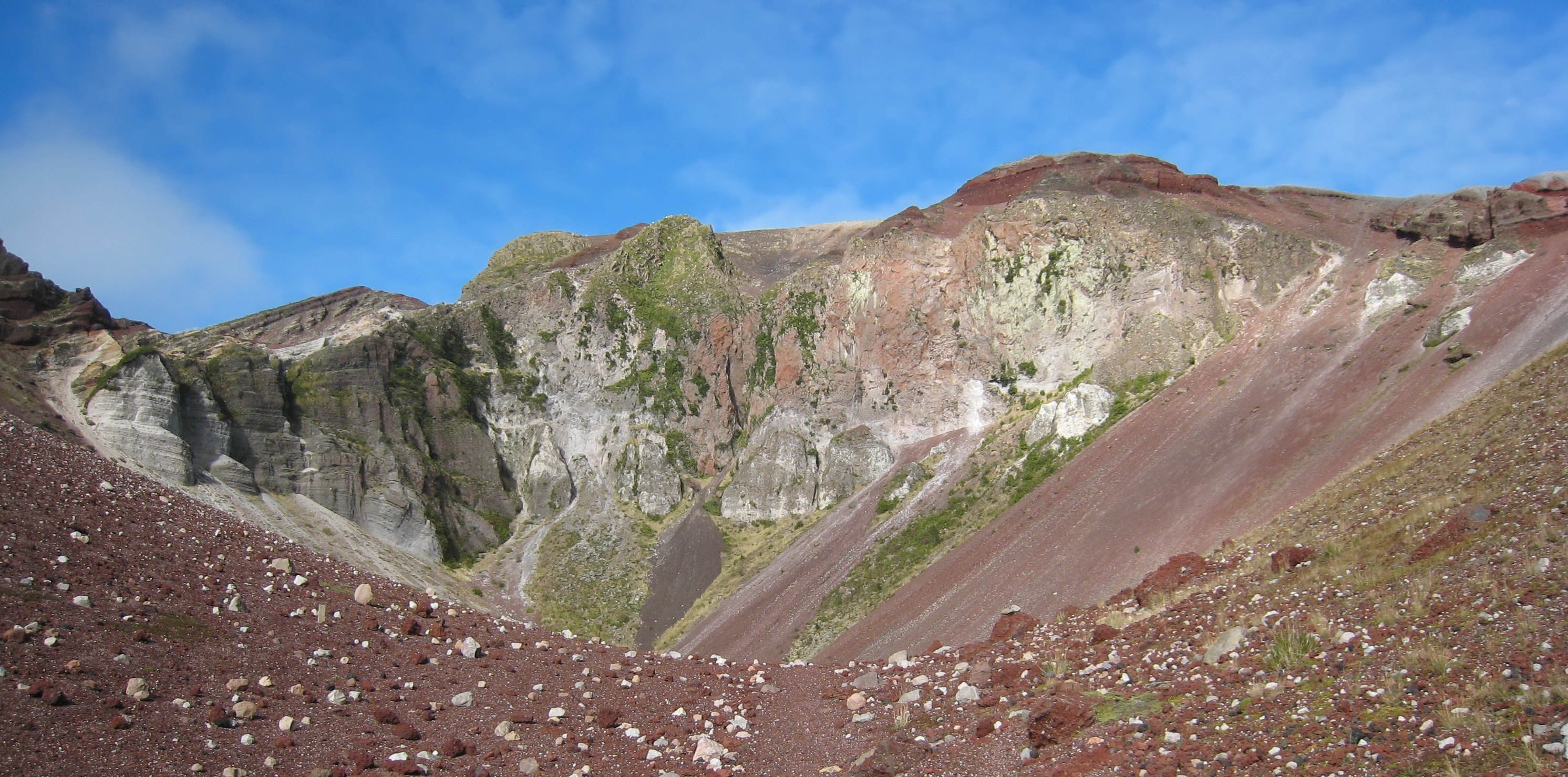
A Tarawera-kráter

## Földrajza
A vulkán Rotoruától kb. 24 km-re délkeletre és 23 km-re délnyugatra Kawerautól 23 km-re délnyugatra, a Tarawera-tó délkeleti oldalán helyezkedik el. Két másik tó, a Rotomahana-tó és a Rerewhakaaitu-tó a vulkán délnyugati és déli oldalán terül el. A Tarawera folyó a hegy északi oldalán az azonos nevű tóból ered. A környék túraútvonalak sokasága vezet, egyikük a Tarawera-vízesés alatt.

## Leírása
A hegy egy sor riolitikus kupolából áll, amelyeket 1886-ban egy robbanásszerű bazaltkitörés repesztett meg. A vulkán legmagasabb része, a Ruawahia-csúcs 1111 m-es tengerszint feletti magasságban található. A krátert számos repedés alkotja, és több mint 17 kilométer hosszan húzódik északkelet-délnyugati irányban.

## Kitörései

### 1315
1315 körül a Tarawera-hegy erős kitörést produkált. A kiszabadult hatalmas mennyiségű vulkáni hamu az egész Föld átlaghőmérsékletének csökkenésével az 1315–17-es nagy éhínséget okozta Európában.

### 1886
1886-ban a Tarawera-kitörés volt a leghalálosabb kitörés Új-Zélandon az európaiak érkezése óta: körülbelül 120 ember vesztette életét, és sok települést elpusztított vagy eltemett. A vulkán csúcsa júniusban tört ki, és három csúcsot hozott létre: Ruawahia Dome, Tarawera Dome és Wahanga Dome, amelyek felváltva törtek ki, beborítva az egész régiót hamuval, és betemetve a híres Rózsaszín és fehér teraszokat , Új-Zéland természeti csodáit.

## Fordítás
- Ez a szócikk részben vagy egészben  a   Monte Tarawera című olasz Wikipédia-szócikk ezen változatának fordításán alapul.  Az eredeti cikk szerkesztőit annak laptörténete sorolja fel. Ez a jelzés csupán a megfogalmazás eredetét és a szerzői jogokat jelzi, nem szolgál a cikkben szereplő információk forrásmegjelöléseként.